# Maythorn

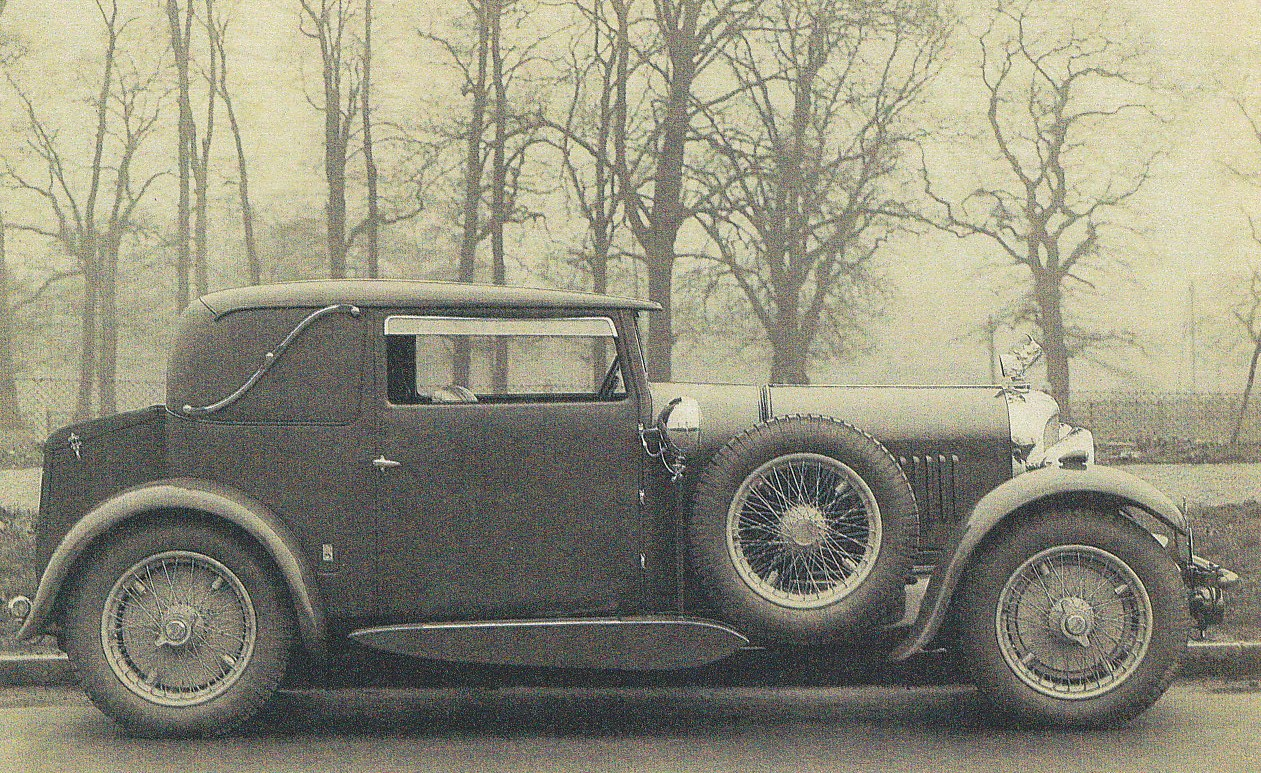
Bentley 4½ Litre mit Maythorn-Karosserie

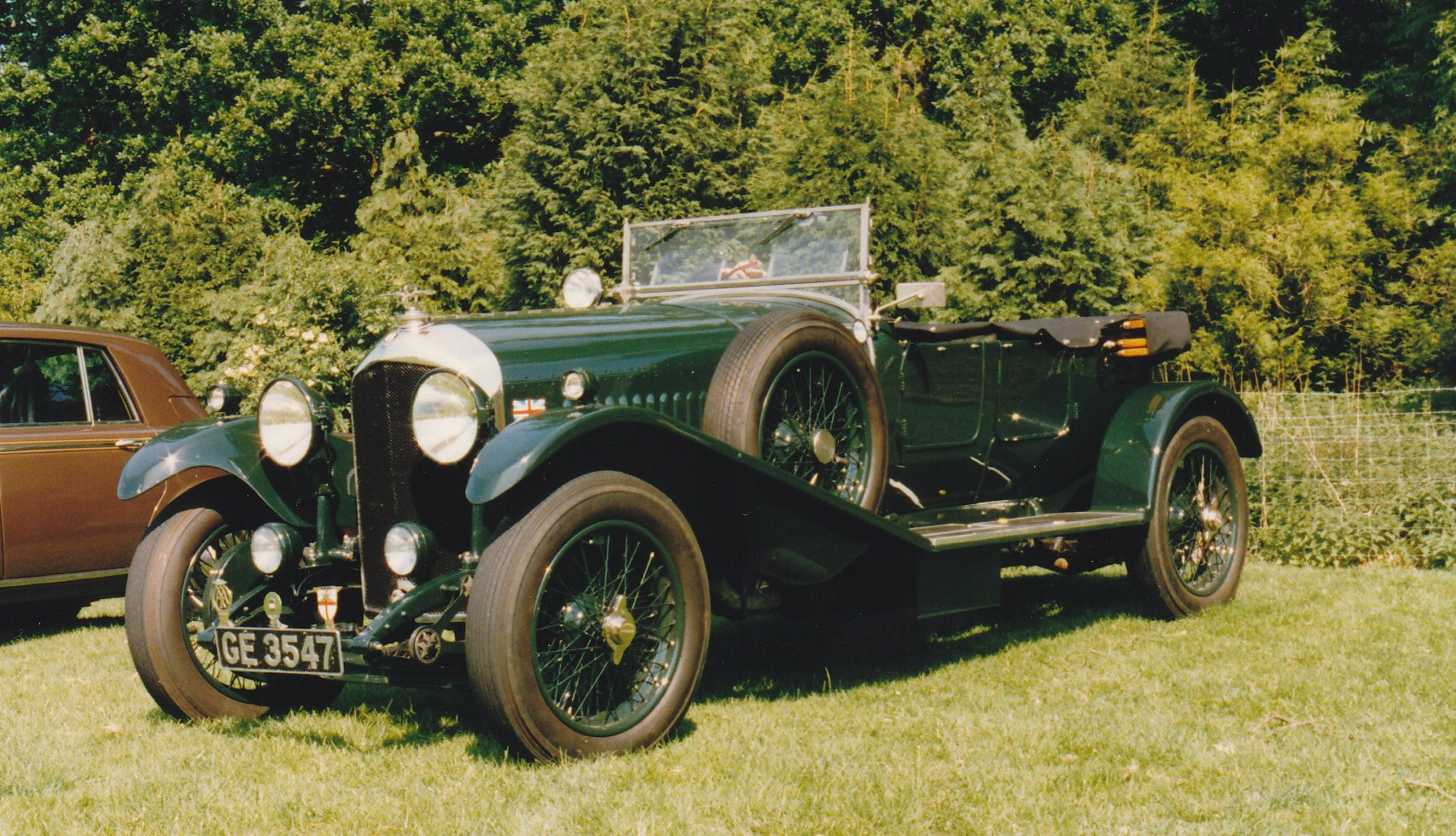
Bentley 4½ Litre Open Tourer mit Maythorn-Karosserie

Maythorn & Son Ltd. war ein britischer Karosseriehersteller, der anfänglich Kutschen und im 20. Jahrhundert individuelle Aufbauten für Automobile fertigte. Maythorn war zeitweise mit dem Karosseriebauunternehmen Hooper Coachbuilders verbunden und kleidete viele Fahrgestelle von Daimler ein.

## Unternehmensgeschichte
Maythorn & Son wurde 1842 von John Maythorn (1822–1897) gegründet. Das Unternehmen war in der Stadt Biggleswade in der mittelenglischen Grafschaft Bedfordshire ansässig. In den ersten Jahrzehnten entstanden bei Maythorn zahlreiche Kutschen, zunächst vor allem für kommerzielle Zwecke, später auch für den Personentransport. Das Unternehmen erwarb sich in der zweiten Hälfte des 19. Jahrhunderts landesweit einen guten Ruf. Nach dem Tod des Gründers übernahm sein Sohn Fredrick Alfred „Fred“ Maythorn die Leitung des Betriebs und erweiterte den Tätigkeitsbereich zu Beginn des 20. Jahrhunderts auf Automobilkarosserien. Vor dem Ausbruch des Ersten Weltkriegs hatte Maythorn über 200 Mitarbeiter, nach Kriegsende sank die Belegschaft auf etwa die Hälfte. 1920 verkaufte Fred Maythorn sein Unternehmen an den in London ansässigen Karosseriehersteller Hooper, der es unabhängig vom neuen Mutterunternehmen durch die Manager Guy Pelham Clinton, M.G.W. Burton und Jimmy George führen ließ. Hooper ermöglichte Maythorn in den 1920er-Jahren den Zugang zu Kunden aus der britischen Oberschicht, die ansonsten zumeist Londoner Karosseriehersteller bevorzugte und Werke aus der Provinz mied. 1923 brannten Maythorns Werksanlagen weitgehend nieder. Der Wiederaufbau dauerte bis 1925; in dieser Zeit kam die Karosseriefertigung bei Maythorn vorübergehend zum Erliegen. 
In der Zeit nach dem Ersten Weltkrieg karossierte Maythorn schwerpunktmäßig Chassis von Daimler. In größerem Umfang entstanden außerdem Aufbauten für Fiat und Minerva, daneben entstanden auf Kundenwunsch auch einzelne Karosserien für Bentley-, Buick-, Packard-Rolls-Royce- und Voisin-Fahrgestelle. Zu den Kunden Maythorns gehörten Edward VIII., der damalige Prince of Wales, und auch einige indische Prinzen.
Maythorns Automobilkarosserien hatten üblicherweise konservative Linien; ihr Design galt als „nicht sehr fortschrittlich“. Es waren üblicherweise Holzkonstruktionen, wobei das Unternehmen zeitweise auch nach dem Weymann-Patent arbeitete. Diese Fertigungsweise geriet in den 1920er-Jahren zunehmend aus der Mode. Mit dem technischen Fortschritt nahmen auch die Möglichkeiten zu, Stahl preiswert zu pressen. Stahlkonstruktionen hielten zunehmend im Automobilbereich Einzug. Das Interesse an Maythorns Holzkonstruktionen ließ zum Ende der 1920er-Jahre deutlich nach. Die mangelnde Anpassung an neue Produktionsmethoden war einer der Gründe, die letztlich zum Niedergang führten.
1931 stellte Hooper die Fertigung bei Maythorn ein. Das Unternehmen wurde liquidiert. Die Werkshallen übernahm zunächst ein örtlicher Hersteller von Filmrollen; nach dessen Insolvenz wurde in ihnen ein Warenhaus eröffnet.